# Данко Васовић
Данко Васовић (Београд, 29. децембар 1952) српски је новинар.

## Биографија
Данко Васовић рођен је 29. децембра 1952. године у Београду, у познатој новинарској породици, од оца Радула и мајке Ксеније.
Завршио је ХIII београдску гимназију на Бановом брду (1972. године) и студирао Правни факултет.
Војску је служио у падобранским јединицама, у чувеној 63. падобранској бригади у Нишу, где је за време војног рока (1974/75) извео 22 падобранска скока.
По завршетку војног рока почео је да се бави новинарством, најпре у новинама „Младост” и „Спорт”. Као спортски новинар, радио је као коментатор тениса, пратећи светску сцену од 1976. године, извештавајући више од 40 година са највећих светских Гренд слемова. Прешао је у „Вечерње новости” 1977. године, где је радио као репортер све до марта 1992. године када је избачен са посла.
Данко Васовић је марта 1986. године у „Вечерњим новостима” открио да је некадашњи генерални секретар Уједињених нација, и кандидат за председника Аустрије на изборима те године Курт Валдхајм био ратни злочинац, проглашен одлуком Државне комисије ФНР Југославије 1947. године у досијеу Ф – 25572. Ову аферу су пратили и агенти Централне обавештајне службе. На основу доступних и строго поверљивих докумената, у пролеће 1986. године Васовић је проглашен државним непријатељем СФРЈ.
Од 1986. до 1990. године био је саветник Владимира Дедијера, председника Комисије за геноцид САНУ и председника Раселовог суда.
Данас живи и ради у Београду.

## Објављене књиге
- „Велики принц” (1982)
- „Валдхајм – једна каријера” (1988)
- „Побегла киша” (2002)
- „Злочини окупатора и његових савезника против Јевреја у Југославији” (2002)
- „Трчање је мој живот” (2004)